# LIWI Verlag
Der LIWI Literatur- und Wissenschaftsverlag ist ein deutscher Buchverlag mit Sitz in Göttingen. Er wurde im Jahr 2018 von Thomas Löding gegründet.
Der Verlag veröffentlicht jedes Jahr etwa 100 Neuerscheinungen mit den Schwerpunkten Belletristik und aktuelle Wissenschaft. Neben gedruckten Büchern zählen auch Hörbücher zum Verlagsprogramm. Eine bekannte Hörbuchstimme für den LIWI Verlag ist beispielsweise der Schauspieler Kaspar Eichel. Weitere bekannte Stimmen, mit denen der Verlag zusammengearbeitet hat, sind der Schauspieler Heiner Lauterbach und die Sängerin Mandy Capristo.